# Tallián Gyula
Tallián Gyula jogász, politikus, földbirtokos, Somogy vármegye főispánja, Kaposvár fejlődésének egyik előmozdítója volt.

## Élete
Tallián Gyula (Kiskorpád, 1848. február 10. – Kutas, 1915. augusztus 5.) régi nemesi családban született. Karrierjét a kormányzat iránti lojalitásán túl erélyessége, puritánsága, igazságossága és alapossága segítette. Hivatalnokként szakértelmével és korrektségével tűnt ki.
Nagyatádon volt előbb szolgabíró (1871-1887), utóbb főszolgabíró (1887-1889), majd Somogy vármegyében alispán (1889-1893). 1893. május 29-én Somogy vármegye főispánjának iktatták be, ahol 1906-ig volt hivatalban. .
Kaposvár lelkes pártfogója volt, részt vett a Németh István polgármester nevéhez fűződő városfejlesztő program megvalósításában, támogatta a vasútépítéseket, az új főgimnázium építését.
Utolsó éveiben kutasi birtokára visszavonulva élt, halála után a kutasi családi kriptában helyezték örök nyugalomra.

## Emlékezete
- Kaposváron még életében utcát neveztek el róla.[6]